# Unione Europea di Ginnastica
L'Unione Europea di Ginnastica (dal francese Union européenne de gymnastique) è la confederazione continentale europea per la ginnastica; ha sede a Losanna. È una delle quattro federazioni continentali di ginnastica aderenti alla Federazione Internazionale di Ginnastica (FIG).

## Storia
I primi campionati europei di ginnastica artistica, del 1955, furono organizzati dalla Federazione Internazionale di Ginnastica (FIG), senza che esistesse alcuna federazione europea per la ginnastica.
Nel 1977 avvennero le prime discussioni riguardanti la creazione di tale organismo, nel corso di un congresso della FIG a Roma. Tuttavia ci vollero altri cinque anni, ed il 27 e 28 marzo 1982, in Lussemburgo, avvenne la riunione costitutiva della Union Européenne de Gymnastique. I membri fondatori erano le associazioni di ginnastica di Belgio, Danimarca, Spagna, Francia, Gran Bretagna, Paesi Bassi, Italia, Lussemburgo, Norvegia, Portogallo, Repubblica federale di Germania, San Marino, Svezia, Svizzera e Turchia.
Nel 1984 la UEG organizzò, in collaborazione con la FIG, i Campionati Europei Juniores di ginnastica artistica. Il primo torneo organizzato interamente dalla UEG è stato il campionato europeo juniores di ginnastica artistica del 1986, a Karlsruhe.
Le gare di ginnastica ritmica e delle altre discipline ginniche sono state aggiunte successivamente.

## Discipline sportive
La UEG gestisce le 6 discipline della ginnastica:
- Ginnastica artistica
- Ginnastica ritmica
- Trampolino elastico
- Ginnastica aerobica
- Ginnastica acrobatica
- TeamGym

Inoltre gestisce anche:
- Ginnastica per tutti
- Golden Age Gym Festival
- Eurogym Festival

## Eventi organizzati
La UEG organizza i campionati europei di ginnastica per ciascuna delle discipline ginniche; gli eventi principali sono:
- Campionati europei di ginnastica artistica: prima edizione nel 1955 per i maschi, nel 1957 per le femmine
- Campionati europei di ginnastica ritmica: prima edizione nel 1978
- Campionati europei di trampolino elastico: prima edizione nel 1969

## Federazioni appartenenti
Dal 2008 la UEG è costituita da 47 federazioni:
| Federazione                                                    | Paese                | Anno di affiliazione |
| -------------------------------------------------------------- | -------------------- | -------------------- |
| Fédération Royal Belge de Gymnastique                          | Belgio               | 1982                 |
| Danmarks Gymnastik Forbund                                     | Danimarca            | 1982                 |
| Real Federación Española de Gimnasia                           | Spagna               | 1982                 |
| Fédération française de gymnastique                            | Francia              | 1982                 |
| British Gymnastics                                             | Regno Unito          | 1982                 |
| Koninklijke Nederlandse Gymnastiek Federatie                   | Paesi Bassi          | 1982                 |
| Federazione Ginnastica d'Italia                                | Italia               | 1982                 |
| Fédération luxembourgeoise de gymnastique                      | Lussemburgo          | 1982                 |
| Norges Gymnastikk- og Turnforbund                              | Norvegia             | 1982                 |
| Federação Portuguesa de Ginástica                              | Portogallo           | 1982                 |
| Deutscher Turner-Bund                                          | Germania             | 1982                 |
| Federazione Sammarinese Ginnastica                             | San Marino           | 1982                 |
| Svenska Gymnastikförbundet                                     | Svezia               | 1982                 |
| Fédération suisse de gymnastique / Schweizerischer Turnverband | Svizzera             | 1982                 |
| Türkiye Cimnastik Federasyonu                                  | Turchia              | 1982                 |
| Turnverband Liechtenstein                                      | Liechtenstein        | 1983                 |
|                                                                | Cecoslovacchia       | 1983                 |
| Österreichischer Fachverband für Turnen                        | Austria              | 1984                 |
| Suomen Voimisteluliitto                                        | Finlandia            | 1984                 |
| Magyar Torna Szövetség                                         | Ungheria             | 1984                 |
| Deutscher Turn-Verband der DDR                                 | Germania Est         | 1985                 |
|                                                                | Bulgaria             | 1985                 |
| Polski Związek Gimnastyczny                                    | Polonia              | 1986                 |
|                                                                | Cipro                | 1986                 |
| Ελληνική Γυμναστική Ομοσπονδία                                 | Grecia               | 1986                 |
| Gymnastics Ireland                                             | Irlanda              | 1986                 |
| Fimleikasamband Íslands                                        | Islanda              | 1986                 |
|                                                                | Unione Sovietica     | 1986                 |
| Federația Română de Gimnastică                                 | Romania              | 1987                 |
|                                                                | Jugoslavia           | 1987                 |
| Federació Andorrana de Gimnàstica                              | Andorra              | 1989                 |
| Fédération Monégasque de Gymnastique                           | Monaco               | 1989                 |
| איגוד ההתעמלות בישראל                                          | Israele              | 1989                 |
| Белорусская Ассоциация Гимнастики                              | Bielorussia          | 1992                 |
| Eesti Võimlemisliit                                            | Estonia              | 1992                 |
| Latvijas Vingrošanas federācija                                | Lettonia             | 1992                 |
| Lietuvos Gimnastikos Federacija                                | Lituania             | 1992                 |
| Федерация спортивной гимнастики России                         | Russia               | 1992                 |
|                                                                | Ucraina              | 1992                 |
| Gimnastična zveza Slovenije                                    | Slovenia             | 1992                 |
| Hrvatski gimnastički savez                                     | Croazia              | 1992                 |
|                                                                | Albania              | 1993                 |
|                                                                | Armenia              | 1993                 |
| United Georgian Gymnastics Federation                          | Georgia              | 1993                 |
| Slovenská gymnastická federácia                                | Slovacchia           | 1993                 |
| Česká gymnastická federace                                     | Rep. Ceca            | 1993                 |
|                                                                | Moldavia             | 1993                 |
|                                                                | Bosnia ed Erzegovina | 1995                 |
| Azərbaycan Gimnastika Federasiyası                             | Azerbaigian          | 1996                 |
| Федерација на гимнастички спортови на Македонија               | Macedonia del Nord   | 2002                 |